# Phomopsis corni
Phomopsis corni är en svampart som först beskrevs av Karl Wilhelm Gottlieb Leopold Fuckel, och fick sitt nu gällande namn av Giovanni Battista Traverso. Phomopsis corni ingår i släktet Phomopsis och familjen Diaporthaceae.   Inga underarter finns listade i Catalogue of Life.
I den svenska databasen Dyntaxa används istället namnet Diaporthe corni för samma taxon.  Arten är reproducerande i Sverige.